# Edmund Nathanael
Edmund Nathanael (ur. 18 grudnia 1889 w Dielsdorfie, zm. 11 maja 1917 w okolicach Bourlon) – as lotnictwa niemieckiego Luftstreitkräfte z 15 zwycięstwami w I wojnie światowej.

## Życiorys
Służbę w lotnictwie rozpoczął w jednostce pomocniczej artylerii FFA 42. Od października 1916 roku do marca 1917 roku służył w Jagdstaffel 22. Na początku marca został przeniesiony do Jagdstaffel 5. W jednostce w marcu i kwietniu 1917 roku odniósł 14 potwierdzonych zwycięstw powietrznych. Ostatnie zwycięstwo odniósł 6 maja 1917 roku. 
11 maja 1917 roku Edmund Nathanael został pokonany i zginął w walce z Williamem Kennedy-Cochran-Patrickiem, szkockim asem z No. 23 Squadron RAF. 

## Odznaczenia
- Wilhelm-Ernst-Kriegskreuz – Krzyż Wojenny nadawany przez Wilhelma Ernesta II.
- Krzyż Żelazny I Klasy
- Krzyż Żelazny II Klasy